# Sophie Charlotte
Sophie Charlotte Wolf da Silva (Hamburgo, 29 de abril de 1989) é uma atriz, cantora, bailarina e modelo teuto-brasileira. Já ganhou vários prêmios, incluindo Prêmio APCA, Troféu Internet, Los Angeles Brazilian Film Festival e Brazilian Film Festival of Miami, além de ter sido contemplada com indicações em prêmios importantes como Grande Prêmio do Cinema Brasileiro, Festival de Gramado, Festival Internacional de Cinema do Rio e Troféu Imprensa.

## Carreira
Iniciou sua carreira na televisão fazendo pequenas participações, em 2004, na Malhação como uma aluna que vai na república fazer uma sessão de fotos com o Rafa. Em seguida, como Azaléia, uma adoradora da natureza na Malhação (12.ª temporada) e depois no Sítio do Pica-Pau Amarelo em 2006 e, no mesmo ano, integrou o elenco da telenovela Páginas da Vida. Em 2007 ganhou notoriedade ao interpretar Angelina, protagonista na décima quinta temporada da novela adolescente Malhação.
No ano seguinte, foi convidada pelo autor Walcyr Carrasco a integrar o elenco de Caras & Bocas, na qual interpretou Vanessa.

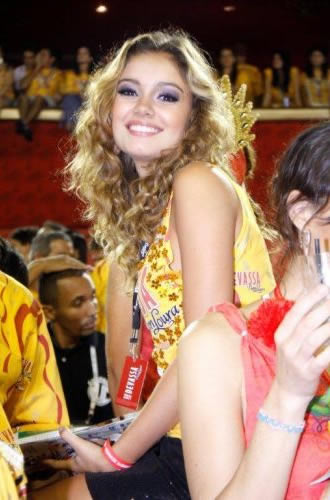
Sophie Charlotte durante o Carnaval do Rio de Janeiro (2011)

Em 2010, voltou ao ar na refilmagem de Ti Ti Ti com a sua primeira vilã, Stéfany Oliveira.
Em 2011, Sophie participou da novela das nove, Fina Estampa, de Aguinaldo Silva. Ela interpretou Maria Amália, filha da protagonista Griselda, interpretada por Lília Cabral. Sua personagem era irmã do personagem Quinzé, de Malvino Salvador.
Em 2012 protagonizou um episódio de As Brasileiras, atuando mais uma vez ao lado do então namorado Malvino Salvador como A Sambista da BR-116.
No ano seguinte, volta às novelas em Sangue Bom onde interpreta uma das protagonistas, a it girl Amora Campana, uma personagem com ares de vilã.Ainda em 2013, atuou em seu primeiro filme, Serra Pelada.
Em 2014, é escalada para interpretar a protagonista Duda no remake de O Rebu. Ainda em 2014, é anunciada no elenco de Babilônia, no papel de uma prostituta de luxo, que convivia em conflito com a mãe, personagem de Adriana Esteves. Porém, a novela teve índices de audiência muito baixos por rejeição à trama, e a personagem teve que ter seu perfil completamente modificado, não se tornando prostituta e virando uma mocinha.
Em 2017, após encerrar a licença-maternidade de seu primeiro filho com Daniel de Oliveira, voltou à televisão como Alice, protagonista da supersérie Os Dias Eram Assim, onde contracenou com o marido. Na trama, Alice, filha de um apoiador da ditadura militar, se envolve com o militante Renato (Renato Góes), mas, ao pensar que ele está morto após uma mentira do pai, casa-se com o personagem de Daniel.
No ano seguinte interpretou Leona, namorada do protagonista Dante (Cauã Reymond), na primeira temporada de Ilha de Ferro.
Em 2021 atuou na minissérie Passaporte para Liberdade como Aracy de Carvalho, chefe do setor de passaportes da embaixada brasileira na Alemanha Nazista, que facilitou a fuga de inúmeros judeus para o Brasil. Aracy foi casada com o escritor Guimarães Rosa, vivido por Rodrigo Lombardi.
Em 2022, atuou como protagonista da segunda novela original do Globoplay, Todas as Flores. Na trama, interpretou Maíra, uma perfumista que é deficiente visual e tem o desafio de ter que lidar com uma família desestruturada e tóxica. Por sua atuação como Maíra, Sophie venceu o Prêmio APCA 2023 de Melhor Atriz de Televisão.
Em março de 2023, estrelou o longa O Rio do Desejo, como Anaíra. Em setembro do mesmo ano pôde ser vista não só no cinema nacional, no filme biográfico Meu Nome É Gal - vivendo sua protagonista, a aclamada cantora Gal Costa -, mas também no internacional, tendo feito uma participação no longa The Killer, dirigido por David Fincher.
No ano seguinte, 2024, retornou às novelas na pele da ambiciosa ex-modelo Eliana, antagonista do remake de Renascer; na trama, Eliana vive um casamento instável com José Venâncio (Rodrigo Simas), filho do protagonista José Inocêncio (Marcos Palmeira) e, ao buscar a família deste, inicia um caso tórrido com Damião (Xamã), assassino de aluguel e braço direito de Inocêncio. Sua vilã foi considerada um dos maiores pontos altos da novela, e Sophie recebeu elogios de público e crítica por sua atuação.
Em 2025, é confirmada como a protagonista de Três Graças, novela das 21 horas, retomando a parceria com Aguinaldo Silva 14 anos depois de Fina Estampa.

## Vida pessoal
Nascida em Hamburgo, é filha do cabeleireiro brasileiro José Mário da Silva, natural do Pará, e da bióloga alemã Renate Elisabeth Charlotte Wolf (ou Renate Wolf Silva). Tem um irmão, Ângelo Wolf da Silva. Seus pais se conheceram e casaram-se na Alemanha, quando seu pai fazia curso de cabeleireiro no país.
Aos sete anos, veio viver no Brasil. Aos 19 anos, deixou a casa dos pais em Niterói e foi morar no Rio de Janeiro dividindo o aluguel de um apartamento com sua amiga Carolinie Figueiredo. É bailarina formada em ballet clássico, jazz e sapateado.
Durante as gravações de Malhação, Sophie conheceu o ator Caio Castro, com quem namorou por três meses. Em 2010, Sophie começou a namorar o ator Malvino Salvador, com quem contracenou em Caras & Bocas. Após um ano, eles terminaram o namoro, mas o retomaram meses depois. Em setembro de 2013, a assessoria de Malvino confirmou o término do namoro, que já durava três anos.
Em maio de 2014, Sophie assumiu relacionamento com o ator Daniel de Oliveira e em 6 de dezembro de 2015 eles se casaram em Niterói. Em 2016, tiveram seu primeiro filho, Otto. Em abril de 2024, foi anunciado o fim do casamento após oito anos de união.. Em julho de 2024, assumiu namoro com o cantor e ator Xamã, seu par romântico na novela Renascer; o namoro durou até fevereiro de 2025, quando ambos anunciaram que haviam se separado amigavelmente. Em maio do mesmo ano, Xamã confirmou a retomada do relacionamento através de uma postagem em seu Instagram.

## Filmografia

### Televisão
| Ano       | Título                       | Personagem                           | Notas                            |
| --------- | ---------------------------- | ------------------------------------ | -------------------------------- |
| 2004      | Malhação                     | Azaléia                              | Episódio: "24 de dezembro"       |
| 2005      | Malhação                     | Azaléia                              | Episódios: "21–25 de fevereiro"  |
| 2006      | Sítio do Picapau Amarelo     | Cinderela                            | Episódios: "13–21 de julho"      |
| 2006      | Páginas da Vida              | Joyce                                |                                  |
| 2007–2009 | Malhação                     | Angelina Maciel                      | Temporada 15                     |
| 2009–2010 | Caras & Bocas                | Vanessa Barros Ferreira (Vanessinha) |                                  |
| 2010–2011 | Ti Ti Ti                     | Stéfany Oliveira                     |                                  |
| 2011–2012 | Fina Estampa                 | Maria Amália da Silva Pereira        |                                  |
| 2012      | As Brasileiras               | Esplendor                            | Episódio: "A Sambista da BR-116" |
| 2013      | Sangue Bom                   | Amora Campana / Mayara Capilatti     |                                  |
| 2014      | Serra Pelada: A Saga do Ouro | Tereza                               | Telefilme                        |
| 2014      | Doce de Mãe                  | Ritinha                              | Episódio: "27 de março"          |
| 2014      | O Rebu                       | Maria Eduarda Mahler (Duda)          |                                  |
| 2015      | Babilônia                    | Alice Junqueira Rangel               |                                  |
| 2017      | Os Dias Eram Assim           | Alice Sampaio Pereira                |                                  |
| 2018      | Ilha de Ferro                | Leona Domingues                      | Temporada 1                      |
| 2020      | Todas as Mulheres do Mundo   | Maria Alice                          |                                  |
| 2021      | Passaporte para Liberdade    | Aracy de Carvalho                    |                                  |
| 2022–2023 | Todas as Flores              | Maíra Valente da Cruz                |                                  |
| 2024      | Renascer                     | Eliana Vieira                        |                                  |
| 2025–2026 | Três Graças                  | Gerluce Maria das Graças             |                                  |

### Cinema
| Ano  | Título              | Personagem    |
| ---- | ------------------- | ------------- |
| 2013 | Serra Pelada        | Tereza        |
| 2016 | Reza a Lenda        | Severina      |
| 2016 | Barata Ribeiro, 716 | Gilda         |
| 2016 | Tamo Junto          | Júlia         |
| 2020 | Os 8 Magníficos     | Ela mesma     |
| 2021 | Um Animal Amarelo   | Sofia         |
| 2023 | O Rio do Desejo     | Anaíra        |
| 2023 | Meu Nome é Gal      | Gal Costa     |
| 2023 | The Killer          | Magdala       |
| 2025 | Virgínia e Adelaide | Adelaide Koch |

### Videoclipes
| Ano  | Canção       | Artista           |
| ---- | ------------ | ----------------- |
| 2017 | Respeita     | Ana Cañas         |
| 2018 | Maria, Maria | Milton Nascimento |
| 2025 | Flor de Maio | Xamã              |

## Teatro
| Ano  | Peça                      | Personagem         |
| ---- | ------------------------- | ------------------ |
| 2008 | O Apocalipse              | Assistente de Deus |
| 2009 | Confissões de Adolescente | Sophie             |

## Discografia

### Trilha sonora
| Ano  | Título                | Outro(s) artista(s)                                               | Álbum                                     |
| ---- | --------------------- | ----------------------------------------------------------------- | ----------------------------------------- |
| 2017 | Aos Nossos Filhos     | Gabriel Leone, Daniel de Oliveira, Renato Góes e Maria Casadevall | Os Dias Eram Assim: Trilha Sonora         |
| 2020 | Carinhoso             | Emilio Dantas                                                     | Todas as Mulheres do Mundo: Trilha Sonora |
| 2022 | As Rosas Não Falam    | Letícia Colin                                                     | Todas as Flores: Trilha Sonora            |
| 2025 | Antes de Carnavalizar | Matheus VK                                                        | Coragem é Coisa Rara                      |
| 2025 | Flor de Maio          | Xamã                                                              | Fragmentado                               |

## Prêmios e indicações
| Ano  | Prêmio                                             | Categoria                                               | Trabalho                         | Resultado | Ref.            |
| ---- | -------------------------------------------------- | ------------------------------------------------------- | -------------------------------- | --------- | --------------- |
| 2008 | Melhores do UOL e PopTevê                          | Atriz Revelação                                         | Malhação                         | Indicada  | [ 57 ]          |
| 2009 | Prêmio Contigo! de TV                              | Melhor Atriz Revelação                                  | Malhação                         | Indicada  | [ 58 ]          |
| 2011 | Sociedade Brasileira de Odontologia Estética       | Sorriso do Ano                                          | Fina Estampa                     | Venceu    | [ 59 ]          |
| 2011 | Prêmio Quem de Televisão                           | Melhor Atriz Coadjuvante                                | Fina Estampa                     | Indicada  | [ 60 ]          |
| 2012 | Prêmio Contigo! de TV                              | Melhor Atriz Coadjuvante                                | Fina Estampa                     | Indicada  |                 |
| 2012 | Meus Prêmios Nick                                  | Gata do Ano                                             | Fina Estampa                     | Indicada  | [ 61 ]          |
| 2013 | Festival Internacional de Cinema do Rio            | Melhor Atriz                                            | Serra Pelada                     | Indicada  | [ 62 ]          |
| 2013 | Prêmio Extra de Televisão                          | Melhor Atriz                                            | Sangue Bom                       | Indicada  |                 |
| 2013 | Capricho Awards                                    | Melhor Atriz Nacional                                   | Sangue Bom                       | Indicada  |                 |
| 2013 | Restrospectiva UOL                                 | Melhor Vilão/Vilã (como Amora)                          | Sangue Bom                       | Indicada  | [ 63 ]          |
| 2013 | Restrospectiva UOL                                 | Melhor Casal (com Marco Pigossi)                        | Sangue Bom                       | Indicada  | [ 63 ]          |
| 2014 | Prêmio Quem de Televisão                           | Melhor Atriz                                            | Sangue Bom                       | Indicada  |                 |
| 2014 | Prêmio Contigo! de TV                              | Melhor Atriz de Novela                                  | Sangue Bom                       | Indicada  |                 |
| 2014 | Grande Prêmio do Cinema Brasileiro                 | Melhor Atriz                                            | Serra Pelada                     | Indicada  | [ 64 ]          |
| 2014 | Prêmio F5                                          | Atriz do Ano (novela)                                   | O Rebu                           | Indicada  |                 |
| 2014 | Prêmio Quem de Televisão                           | Melhor Atriz                                            | O Rebu                           | Indicada  |                 |
| 2014 | Melhores do Ano Drops Magazine                     | Atriz (série)                                           | O Rebu                           | Venceu    | [ 65 ]          |
| 2014 | Jornal Diário Gaucho                               | Interpretação surpreendente                             | O Rebu                           | Venceu    | [ 66 ]          |
| 2014 | Jornal Diário Gaucho                               | Casal do Ano (com Daniel de Oliveira)                   | O Rebu                           | Venceu    | [ 66 ]          |
| 2014 | Prêmio TV Foco                                     | Melhor Atriz                                            | O Rebu                           | Indicada  | [ 67 ]          |
| 2015 | Prêmio Contigo! de TV                              | Melhor Atriz de Novela                                  | O Rebu                           | Indicada  |                 |
| 2015 | Meus Prêmios Nick                                  | Gata do Ano                                             | Babilônia                        | Indicada  |                 |
| 2016 | Prêmio Canal Entreter                              | Melhor Atriz de Cinema                                  | Reza a Lenda                     | Venceu    | [ 68 ]          |
| 2017 | Grande Prêmio do Cinema Brasileiro                 | Melhor Atriz                                            | Reza a Lenda                     | Indicada  | [ 69 ]          |
| 2017 | Grande Prêmio do Cinema Brasileiro                 | Melhor Atriz Coadjuvante                                | Barata Ribeiro, 716              | Indicada  | [ 69 ]          |
| 2017 | Prêmio Jovem Brasileiro                            | Melhor Atriz Jovem                                      | Os Dias Eram Assim               | Indicada  |                 |
| 2017 | Melhores do Ano                                    | Melhor Atriz de Série/Minissérie                        | Os Dias Eram Assim               | Indicada  | [ 70 ]          |
| 2017 | Prêmio Contigo! Online                             | Melhor Atriz de Série                                   | Os Dias Eram Assim               | Indicada  | [ 71 ]          |
| 2017 | Prêmio F5                                          | Melhor Atriz de Série ou Minissérie                     | Os Dias Eram Assim               | Indicada  |                 |
| 2017 | Melhores do Ano Minha Novela                       | Melhor Casal (com Renato Góes)                          | Os Dias Eram Assim               | Indicada  | [ 72 ]          |
| 2018 | Troféu Internet                                    | Melhor Atriz                                            | Os Dias Eram Assim               | Indicada  | [ 73 ]          |
| 2018 | Prêmio Extra de Televisão                          | Tema de Novela (Aos Nossos Filhos)                      | Os Dias Eram Assim               | Indicada  | [ 74 ]          |
| 2020 | SEC Awards                                         | Melhor Atriz Nacional                                   | Todas as Mulheres do Mundo       | Indicada  | [ 75 ]          |
| 2020 | Prêmio The Brazilian Critic                        | Melhor Atriz Coadjuvante em Série de Comédia            | Todas as Mulheres do Mundo       | Indicada  | [ 76 ]          |
| 2020 | Festival de Gramado                                | Melhor Atriz Coadjuvante                                | Um Animal Amarelo                | Indicada  | [ 77 ]          |
| 2021 | Retrô Gshow                                        | Melhor Meme (Stéfany leva tapa com a boca cheia de pão) | Ti Ti Ti                         | Indicada  | [ 78 ] [ 79 ]   |
| 2022 | Retrô Gshow                                        | Cena de Novela (Vanessa tenta matar Maíra)              | Todas as Flores                  | Indicada  | [ 78 ] [ 79 ]   |
| 2022 | Prêmio APCA de Televisão                           | Melhor Atriz                                            | Todas as Flores                  | Indicada  | [ 80 ]          |
| 2023 | Prêmio iBest                                       | Influenciador Protagonista                              | Todas as Flores                  | Indicada  | [ 81 ]          |
| 2023 | SEC Awards                                         | Melhor Atriz Nacional                                   | Todas as Flores                  | Indicada  | [ 82 ]          |
| 2023 | Troféu AIB de Imprensa                             | Melhor Atriz                                            | Todas as Flores                  | Venceu    | [ 83 ]          |
| 2023 | Prêmio Noticiasdetv.com                            | Melhor Atriz Protagonista                               | Todas as Flores                  | Indicada  | [ 84 ]          |
| 2023 | Acervo Awards                                      | Atriz do Ano                                            | Todas as Flores                  | Indicada  | [ 85 ]          |
| 2023 | Prêmio ArteBlitz de Novela                         | Melhor Atriz Protagonista                               | Todas as Flores                  | Indicada  | [ 86 ]          |
| 2023 | Prêmio Área VIP                                    | Melhor Personagem (como Maíra)                          | Todas as Flores                  | Indicada  | [ 87 ]          |
| 2023 | Prêmio APCA de Televisão                           | Melhor Atriz                                            | Todas as Flores                  | Venceu    | [ 88 ]          |
| 2023 | Festival Internacional de Cinema de Punta del Este | Melhor Atriz (Menção Honrosa)                           | O Rio do Desejo                  | Venceu    | [ 89 ]          |
| 2023 | Los Angeles Brazilian Film Festival                | Melhor Atriz                                            | Meu Nome é Gal / O Rio do Desejo | Indicada  | [ 90 ] [ 91 ]   |
| 2023 | Los Angeles Brazilian Film Festival                | Reconhecimento Especial                                 | Meu Nome é Gal / O Rio do Desejo | Venceu    | [ 90 ] [ 91 ]   |
| 2023 | Splash Awards                                      | Melhor Atuação em Filme Nacional                        | Meu Nome É Gal                   | Venceu    | [ 92 ]          |
| 2023 | Veja - Retrospectiva do Ano da Coluna GENTE        | Atriz do Ano                                            | Todas as Flores / Meu Nome É Gal | Venceu    | [ 93 ]          |
| 2024 | Festival Sesc Melhores Filmes                      | Melhor Atriz Nacional                                   | O Rio do Desejo                  | Indicada  | [ 94 ] [ 95 ]   |
| 2024 | Festival Sesc Melhores Filmes                      | Melhor Atriz Nacional                                   | Meu Nome É Gal                   | Indicada  | [ 94 ] [ 95 ]   |
| 2024 | Brazilian Film Festival of Miami                   | Melhor Atriz                                            | Meu Nome É Gal                   | Indicada  | [ 96 ] [ 97 ]   |
| 2024 | Brazilian Film Festival of Miami                   | Prêmio Especial do Júri                                 | Meu Nome É Gal                   | Venceu    | [ 96 ] [ 97 ]   |
| 2024 | Prêmio iBest                                       | Protagonista Influenciador                              | Renascer                         | Indicada  | [ 98 ]          |
| 2024 | Prêmio Gshow                                       | Melhor Casal (com Xamã)                                 | Renascer                         | Indicada  | [ 99 ]          |
| 2024 | Prêmio Gshow                                       | Cena Mais Quente (com Vladimir Brichta)                 | Renascer                         | Indicada  | [ 99 ]          |
| 2024 | Prêmio Gshow                                       | Cena Mais Quente (com Xamã)                             | Renascer                         | Indicada  | [ 99 ]          |
| 2024 | Prêmio Noticiasdetv.com                            | Melhor Atriz Antagonista                                | Renascer                         | Venceu    | [ 100 ] [ 101 ] |
| 2024 | Melhores do Ano Natelinha                          | Melhor Atriz                                            | Renascer                         | Indicada  | [ 102 ]         |
| 2024 | Prêmio F5                                          | Mais Sexy do Ano                                        | Renascer                         | Indicada  | [ 103 ]         |
| 2024 | Prêmio F5                                          | Melhor Casal (com Xamã)                                 | Renascer                         | Indicada  | [ 103 ]         |
| 2024 | Melhores do Ano - Duh Secco                        | Melhor Atriz                                            | Renascer                         | Indicada  | [ 104 ]         |
| 2025 | Troféu Internet                                    | Melhor Atriz                                            | Renascer                         | Venceu    | [ 105 ] [ 106 ] |
| 2025 | Troféu Imprensa                                    | Melhor Atriz                                            | Renascer                         | Indicada  | [ 105 ] [ 106 ] |
| 2025 | Prêmio iBest                                       | Protagonista Influenciador                              | Renascer                         | Indicada  | [ 107 ]         |